# Arcadie (revista)
Arcadie va ser una revista destinada al públic gai, creada el 1954 i clausurada el 1982. Creada per André Baudry, amb el suport de Roger Peyrefitte i Jean Cocteau. Baudry va anunciar la creació de la revista en diversos diaris i va demanar l'ajuda d'escriptors i intel·lectuals. Típica del moviment homòfil, la revista tenia un to auster i científic, una voluntat d'honorabilitat, d'educar el públic i els homosexuals. La idea era lluitar per l'acceptació de l'homosexualitat per la majoria heterosexual a través de la discreció i de la respectabilitat, rebutjant qualsevol característica distintiva, incloent-hi la subcultura gai, la ploma o el transvestisme.
La revista, d'unes seixanta pàgines, només es venia als abonats. Els articles estaven habitualment signats amb pseudònim i eren en general molt discrets, encara que també incloïen anuncis de contactes i fotografies. Amb tota probabilitat, mai es van arribar a editar més de 10.000 exemplars per número.
Va ser prohibida als menors d'edat des de la seva publicació el 1954 i va ser objecte de censura; de fet, es va prohibir la seva venda en els quioscs. El seu director, Baudry, va ser processat el 1955 per delicte contra la moralitat, però no va ser condemnat. El 1957 es va crear un club privat, el Clespala (Club littéraire et scientifique des pays latins), que més tard prendria el nom de la revista. El 1960, amb la promulgació de l'esmena Mirguet que considerava l'homosexualitat una de les "plagues socials", es van suprimir els anuncis personals i les fotografies davant del temor de ser prohibida. La revista es va mantenir a França com l'única estructura per a homosexuals fins que a finals de la dècada els elements més radicals passen a crear el Front Homosexual d'Acció Revolucionària.
El 1982 Baudry, ja amb seixanta anys i amargat amb el moviment d'alliberament LGBT, va deixar de publicar la revista, va dissoldre l'associació i va tancar el centre del carrer Château d'Eau de París.